# Neolaphygma
Neolaphygma é um gênero de traça pertencente à família Arctiidae.